# Sanyō Shinkansen

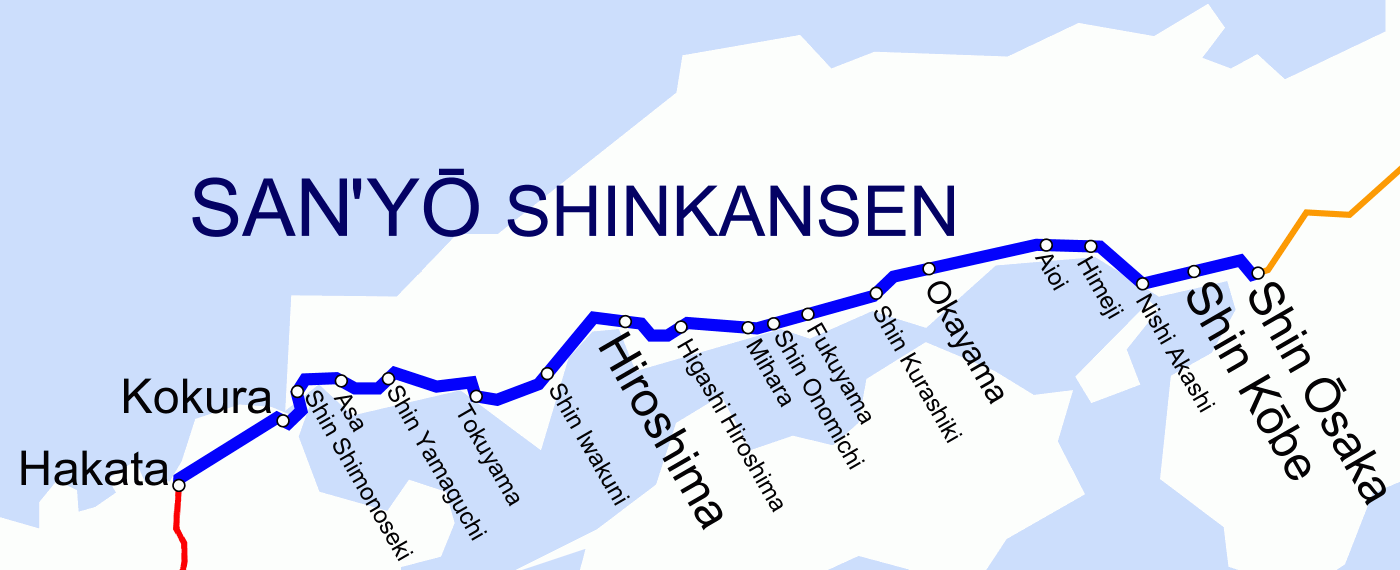
Map of Sanyo Shinkansen route

Sanyō Shinkansen (山陽新幹線, San'yō Shinkansen) é uma das linhas Shinkansen da rede de alta velocidade do Japão. Liga as estações de Shin-Osaka e Hakata em Osaka e Fukuoka respectivamente, que são as duas maiores cidades do oeste do Japão. Também serve outras grandes cidades pelo caminho nas ilhas de Honshu e Kyushu, tais como Kobe, Himeji, Okayama, Hiroshima e Kita-Kyushu. É concessionada à West Japan Railway Company e é contínua com a linha Tokaido Shinkansen entre Osaka e Tóquio. Na linha Sanyō Shinkansen circula-se entre Hakata e Osaka em duas horas e meia, e fornece um dos serviços mais rápidos de comboios de passageiros do mundo, com uma velocidade máxima de 300 km/h. Alguns comboios Nozomi circulam continuamente nas linhas Sanyo e Tokaido Shinkansen, ligando Tóquio e Hakata em cinco horas.
Hakata é actualmente a estação terminal ocidental da rede Shinkansen, mas a linha Kyushu Shinkansen, operacional parcialmente, está prevista começar serviço entre Hakata e Kagoshima em 2013.

## História

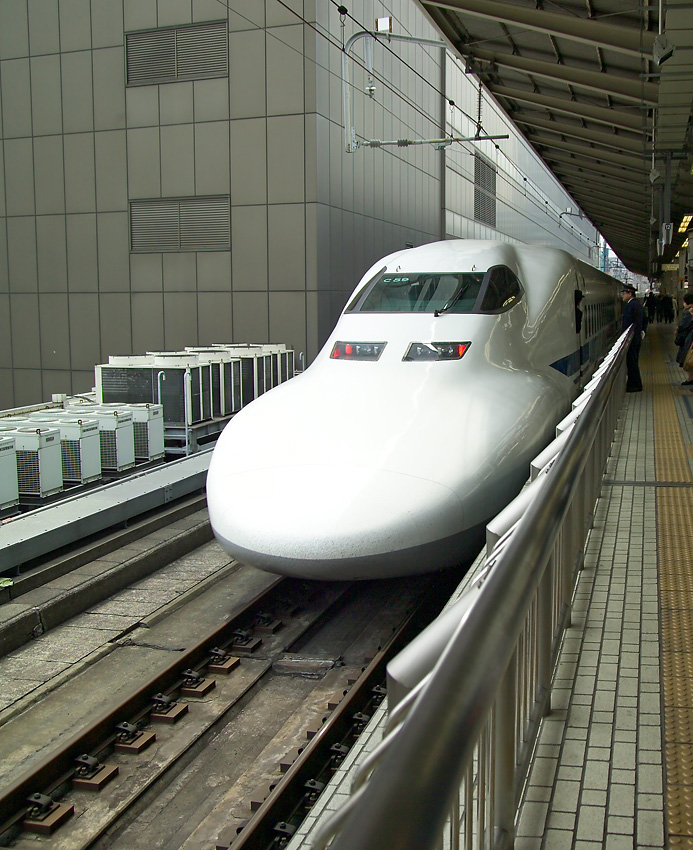
Shinkansen da série 700 que circula no serviço Nozomi da linha Sanyō Shinkansen

A construção da linha Sanyō Shinkansen entre Shin-Osaka e Okayama foi autorizada a 9 de Setembro de 1965 tendo as obras iniciado a 16 de Março de 1967. A construção entre Okayama e Hakata começou a 10 de Fevereiro de 1970.
O segmento entre Shin-Osaka e Okayama abriu a 15 de Março de 1972, a linha restante abriu a 10 de Março de 1975. Os primeiros comboios Hikari, usando equipamento Shinkansen da série 0, efectuou a viagem Osaka-Hakata em 3h44. Isto foi encurtado para 2h59 em 1986 com um acréscimo da velocidade máxima para 220 km/h. Os comboios Shinkansen da série 100, introduzidos em 1989, aumentaram a velocidade máxima para 230 km/h e reduziram o tempo de viagem para 2h49.
Os serviços Nozomi  entre Tóquio e Hakata iniciaram a 18 de Março de 1993, usando material circulante Shinkansen da série 300. A viagem entre Osaka e Hakata foi reduzida a 2h32m, a uma velocidade máxima de 270 km/h. A 2 de Março de 1997, entraram no activo do serviço Nozomi os comboios Shinkansen da série 500 entre Shin-Osaka e Hakata, reduzindo a viagem para 2h17m a uma velocidade máxima de 300 km/h.
Os Shinkansen da série 700 foram introduzidos nos serviços Nozomi entre Tóquio e Hakata a 13 de Março de 1999, coincidindo com a abertura da Estação de Asa. A 11 de Março de 2000, os novos comboios da série 700 foram introduzidos nos serviços Hikari Rail Star.
A estação de Ogori foi renomeada de estação de Shin-Yamagushi a 1 de Outubro de 2003.
Hoje em dia, a linha Sanyō Shinkansen representa aproximadamente 40% das receitas dos transportes da JR West - a mesma proporção que as linhas da rede urbana de Osaka-Quioto-Kobe. No entanto, a linha sobre uma feroz competição das linhas aéreas, especialmente nas rotas de Tóquio-Fukuoka e Osaka-Fukuoka. O resultado foi a JR West ter baixado a tarifa nesta linha várias vezes na última década, e tomar outras medidas para competir com as linhas aéreas, tais como oferecer comboios mais pequenos (os comboios de 8 carruagens da Hikari Rail Star) com maior frequência.

## Comboios
Os comboios que circulam nesta linha são:
- Séries 0 - aposentado
- Séries 100
- Séries 300
- Séries 500
- Séries 700
- Séries N700